# عبد العزيز بالريش
عبد العزيز بالريش بالإنجليزية( Abdulaziz Berresh ) لاعب كرة قدم دولي ليبي ولاعب في نادي الاتحاد الليبي يلعب في مركز مدافع مواليد طرابلس 12 يوليو سنة 1990 كما تميز بلعبه لكرة تنس الطاولة وتحصل على لقب بطل طرابلس لتنس الطاولة على مستوى المدارس الإعدادية ثلاث مرات متتالية يلقب لدى جماهير نادي الاتحاد الليبي وبين اصدقائه باسم عبادي.

## بدايته
بدايته كأي لاعب ليبي مارس كرة القدم في المدرسة والشارع ثم بعد ذلك انضم لفريق نادي الشط الليبي و هناك برزت موهبته ثم انتقل في يناير من سنة 2008 إلى فريق نادي الاتحاد الليبي بطرابلس يتميز لمهارته وبنيته الجسمانية الجيدة لعب للمنتخب الليبي للشباب والأواسط لكرة القدم ومن ثم لعب مع المنتخب الوطني الليبي الأول لكرة القدم شارك مع منتخب ليبيا لكرة القدم فئة الشباب في الدورة المتوسطية بمدينة بيسكارا الإيطالية وتحصل معه على الترتيب الثالث في البطولة والميدالية البرونزية وشارك مع المنتخب الأول في بطولة كأس الأمم الأفريقية لكرة القدم 2012
كما شارك مع فريقه الاتحاد في بطولة دوري أبطال أفريقيا في أكثر من مناسبة وتوج بلقب الدوري الليبي عدة مرات
عبد العزيز بالريش على موقع كوووورة الرياضي

## روابط خارجية
- عبد العزيز بالريش على موقع ناشيونال فوتبول تيمز (الإنجليزية)